# Emil Osann
Emil Osann (Weimar, 25 maggio 1787 – Berlino, 11 gennaio 1842) è stato un fisiologo tedesco.

## Biografia
Era il fratello del filologo Friedrich Gotthilf Osann (1794-1858) e del chimico Gottfried Osann (1796-1866).
Studiò medicina a Jena e Gottinga, e successivamente lavorò come assistente in un policlinico di Berlino fondato dallo zio Christoph Wilhelm Hufeland (1762-1836). Nel 1826 diventò professore ordinario di Heilmittellehre (istruzione medica), e nel 1833 diventò direttore della clinica.
Osann è ricordato per il suo lavoro sugli effetti delle sorgenti minerali da un punto di vista fisico e medico. Tra i suoi scritti vi è un'opera formata da due volumi, che trattano dei centri minerali europei, intitolati Physikalisch-medicinische Darstellung der bekannten Heilquellen der vorzüglichsten Länder Europas. È considerata la prima pubblicazione completa nel campo della balneoterapia.
Nel 1837 Osann divenne direttore unico del Journal der Practischen Heilkunde.

## Opere
- Ideen zur Bearbeitung einer Geschichte der Physiologie : Vorwort und Einladung zu meinen öffentlichen Vorlesungen über Physiologie des menschlichen Organismus; Berlino.
- Die Mineralquellen zu Kaiser-Franzensbad bei Eger, Historisch-medicinisch dargestellt von E. Osann und physikalisch-chemisch untersucht von B. Trommsdorff; Berlin : Dümmler, 1822.
- Physikalisch-medicinische Darstellung der bekannten Heilquellen der vorzüglichsten Länder Europa's; Berlin : F. Dümmler, 1829-1832 (Berlino: F. Dümmler, 1839-1841).[2]